# Miriam Makeba
Miriam Makeba (4. března 1932 – 10. listopadu 2008) byla jihoafrická zpěvačka, známá také jako Mama Afrika.
Mezinárodní věhlas si získala v roce 1959 během vystupování s jihoafrickou skupinou Manhattan Brothers na turné po USA. V roce 1965 byla první zpěvačkou černé pleti, která byla oceněná Grammy (společně s Harrym Belafontem).

## Diskografie
- Miriam Makeba, 1960 - RCA LSP2267
- The Many Voices Of Miriam Makeba, 1960 - Kapp KL1274
- The World Of Miriam Makeba, 1963 - RCA LSP2750
- The Voice of Africa, 1964 - RCA LSP2845
- Makeba Sings, 1965 - RCA LSP3321
- An Evening With Belafonte/Makeba (s Harry Belafontem), 1965 - RCA LSP3420
- The Magic of Makeba, 1965 - RCA LSP3512
- The Magnificient Miriam Makeba, 1966 - Mercury 134016
- All About Miriam: 1966 - Mercury 134029
- Miriam Makeba In Concert!, 1967 - Reprise RS6253
- Pata Pata, 1967 - Reprise RS6274
- Makeba!, 1968 - Reprise RS6310
- Live in Tokyo, 1968 - Reprise SJET8082
- Keep Me In Mind, 1970 - Reprise RS6381
- A Promise, 1974 - RCA YSPL1-544
- Live In Conakry - Appel A L'Afrique, 1974 - Sonodisc SLP22
- Miriam Makeba & Bongi, 1975 - Sonodisc SLP48
- Live in Paris, 1977 - CD6508
- Country Girl, 1978 - Sonodisc ESP165518
- Comme Une Symphonie d'Amour, 1979
- Sangoma, 1988 - WB 925673-1
- Welela, 1989 - Gallo CDGSP3084
- Eyes On Tomorrow, 1991 - Gallo CDGSP3086
- Sing Me A Song, 1993 - CDS12702
- Homeland, 2000 - Putumayo PUTU1642
- Live at Berns Salonger, Stockholm, Sweden, 1966, 2003 - Gallo Music GWVCD-49
- Reflecting, 2004 - Gallo Music GWVCD-51
- Makeba Forever, 2006 - gallo Music CDGURB-082